# Perla (meteorologická stanice)
Perla je meteorologická stanice nacházející se v mrazové kotlině poblíž Jezerní slati v katastrálním území Kvilda na Kvildském potoku, která patří k nejstudenějším místům v České republice.
S měřením teplotních extrémů v této oblasti začal na konci sedmdesátých let 20. století amatérský meteorolog Antonín Vojvodík. Ten vybudoval v širším okolí řadu měřicích stanic ve snaze podchytit teplotní extrémy. Stanice Perla je v provozu od října 1985 a v roce 1990 ji začal ČHMÚ využívat pro svá oficiální pozorování a stanice byla automatizována. Zatím nejnižší zaznamenaná teplota z této stanice je −41,6 °C z 30. ledna 1987. Typickým jevem pro toto místo v mrazové kotlině je velká denní teplotní amplituda. Dne 2. srpna 2013 zde ČHMÚ poprvé v historii svých měření v České republice na jednom místě v jednom dni zaznamenal jak mrazový den (minimální teplota pod bodem mrazu), tak i tropický den (maximální denní teplota vyšší než 30,0 °C) − naměřené hodnoty na Perle byly −0,1 °C v brzkých ranních hodinách a 30,2 °C v odpoledních hodinách.

Jezerní slať – meteo stanice Perla
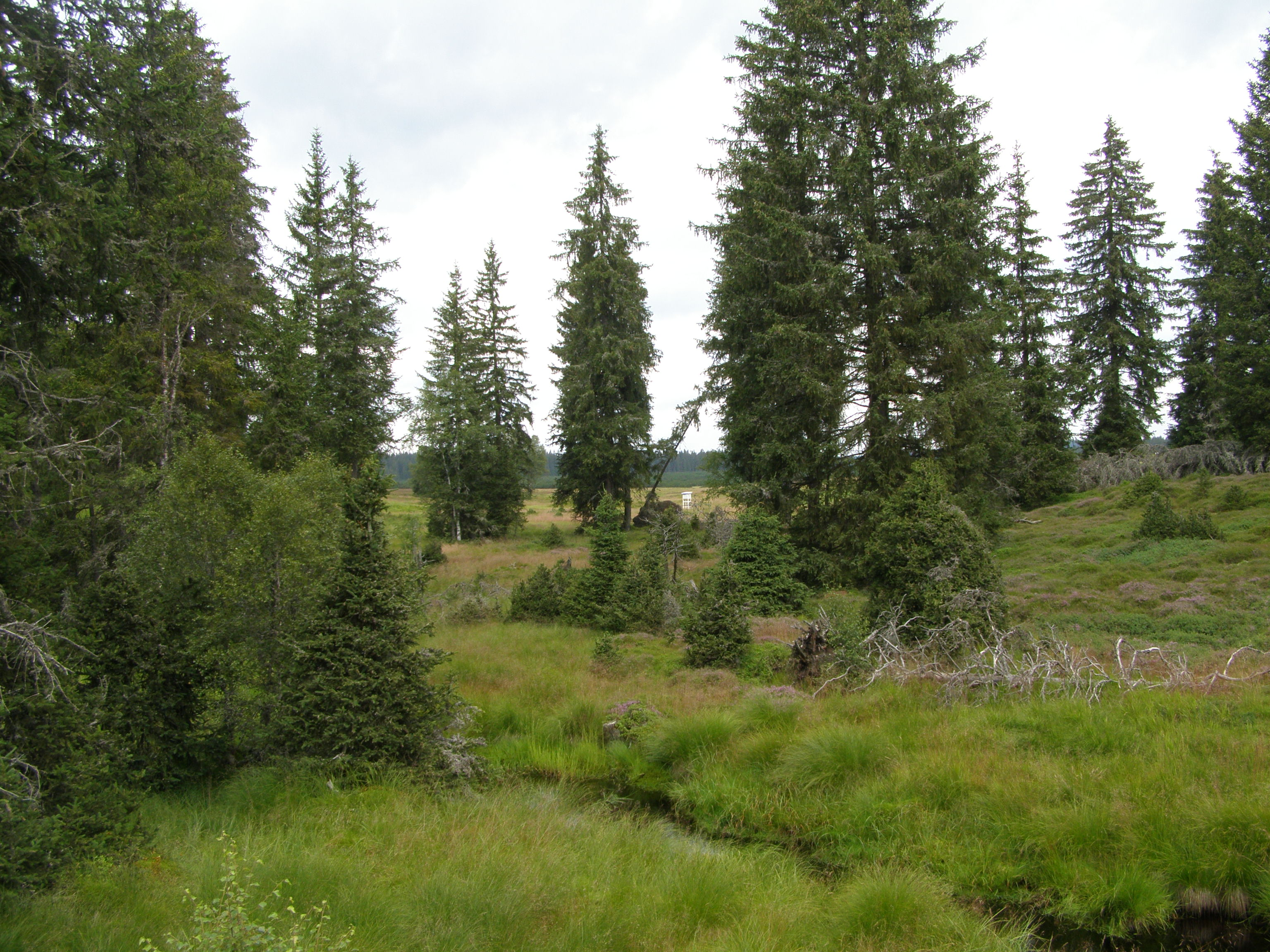
Mrazová kotlina s Perlou v pozadí, pohled z mostku přes Kvildský potok
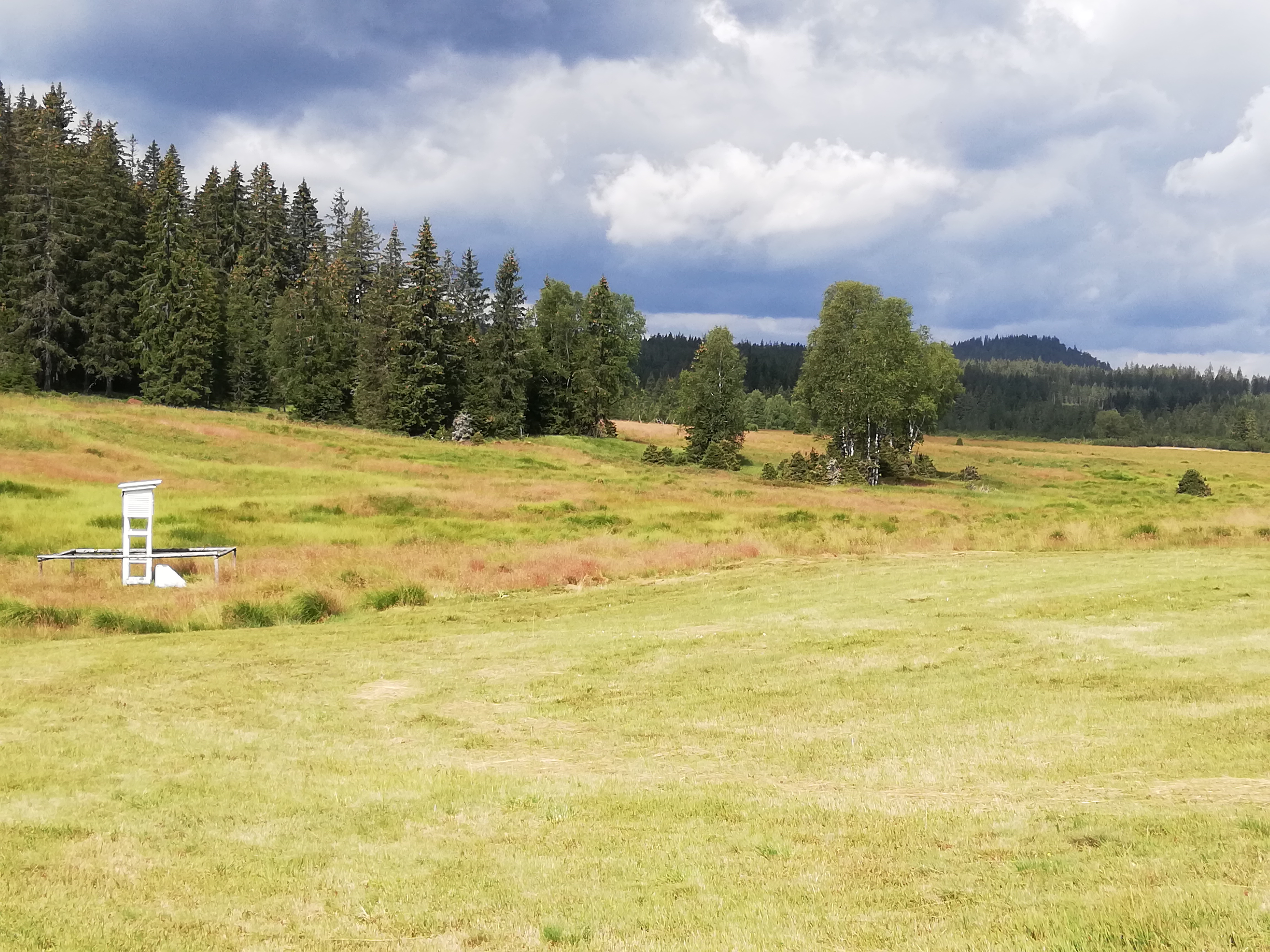
Louka s Perlou, v pozadí vrchol hory Antýgl